# Zethus pallidus
Zethus pallidus är en stekelart som beskrevs av Smith 1857. Zethus pallidus ingår i släktet Zethus och familjen Eumenidae. Inga underarter finns listade i Catalogue of Life.